# Marcinho
Márcio Miranda Freitas Rocha da Silva (Campinas, Estado de São Paulo, Brasil; 20 de marzo de 1981), más conocido como Marcinho, es un exfutbolista brasileño que jugaba de volante o extremo. Actualmente dirige al Ituano de la Serie B de Brasil.

## Clubes
| Club                     | País           | Año       |
| ------------------------ | -------------- | --------- |
| Paulista                 | Brasil         | 2000-2002 |
| Corinthians              | Brasil         | 2002      |
| São Caetano              | Brasil         | 2003-2005 |
| Palmeiras                | Brasil         | 2005-2006 |
| Cruzeiro                 | Brasil         | 2006-2008 |
| Kashima Antlers (cedido) | Japón          | 2008      |
| Atlético Paranaense      | Brasil         | 2009-2012 |
| Al-Ahli (cedido)         | Arabia Saudita | 2010-2011 |
| Ponte Preta (cedido)     | Brasil         | 2012      |
| Bragantino               | Brasil         | 2013      |
| Ituano                   | Brasil         | 2013-2014 |
| Cabofriense              | Brasil         | 2015      |
| Amparo                   | Brasil         | 2015      |

## Palmarés
| Título                    | Club            | País           | Año  |
| ------------------------- | --------------- | -------------- | ---- |
| Serie C                   | Paulista        | Brasil         | 2001 |
| Campeonato Paulista       | São Caetano     | Brasil         | 2004 |
| J1 League                 | Kashima Antlers | Japón          | 2008 |
| Copa del Rey de Campeones | Al-Ahli         | Arabia Saudita | 2011 |

- Datos: Q181092